# Ofidiofobie

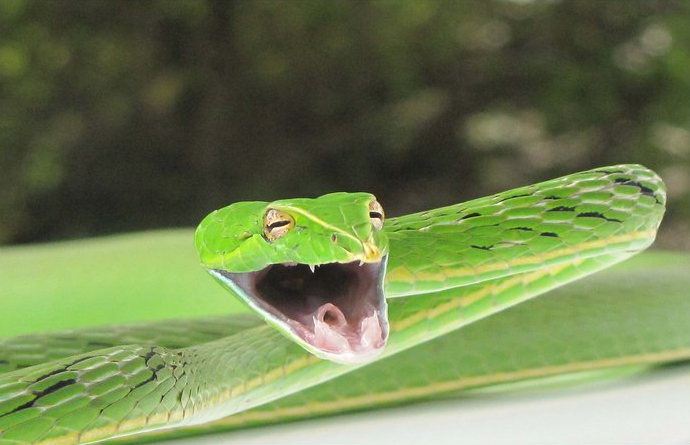
Dreighouding van Ahaetulla nasuta.

Ofidiofobie, letterlijk vertaald slangenvrees, is een overmatige angst voor slangen of slangachtige dieren. De angst voor reptielen in het algemeen wordt herpetofobie genoemd. Ofidiofobie is een van de meest voorkomende dierenfobieën.
De angst voor dieren zoals slangen werd al door Sigmund Freud onderzocht. Freud concludeerde dat het een aangeboren reactie was, bedoeld om gevaar te voorkomen. Later onderzoek heeft dit ook bevestigd; al van jongs af aan hebben mensen een angst voor slangen. Niet alleen van mensen is ofidiofobie bekend, ook andere primaten vertonen eenzelfde gedrag.
Ongeveer 10% van alle slangen is giftig voor de mens en een klein aantal hiervan is echt aan te merken als gevaarlijk. De meeste slangen zijn niet giftig en giftige soorten bluffen of waarschuwen voordat ze daadwerkelijk bijten. Vrijwel alle andere slangachtige dieren, zoals pootloze hagedissen en palingen, zijn niet giftig of anderszins gevaarlijk. De beet van veel giftige soorten is vaak niet levensbedreigend. Van de 250 soorten die bekendstaan als gevaarlijk voor de mens, zijn er ongeveer 50 echt aan te merken als dodelijk. Van de Europese adder (Vipera berus) bijvoorbeeld zijn slechts enkele fatale gevallen bekend.
Door bedrijven worden cursussen aangeboden om van de angst voor slangen af te komen.